# Mode (1902)
Mode (1), officiellt HM Jagare Mode, var en jagare i svenska flottan. Mode och systerfartyget Magne var Sveriges första jagare och dessa köptes av Storbritannien. Hon sjösattes den 22 juli 1902, levererades till flottan 5 september 1902. På leveransturerna presterade hon en fart på 32,4 knop, vilket under en tid gjorde henne till världens snabbaste örlogsfartyg. Vid hemkomsten sattes hon in i västkusteskader som samlades inför unionskrisen med Norge år 1905. 
Hon utrangerades redan den 24 februari 1928 efter att under bland annat första världskriget genomfört en lång och slitsam neutralitetsvakt. Hon sänktes den 12 augusti 1936 som artillerimål under en stridsskjutning.